# Conquista di Fadak
La conquista di Fadak, o conquista di Fidak o Fidk, avvenne nel maggio del 628 d.C., nel 2º mese del 7º anno dell'Egira del calendario islamico.
Il profeta islamico Muhammad venne a sapere che la popolazione di Fadak si era radunata per combattere i musulmani al fianco degli ebrei di Khaybar. Pertanto, inviò Ali da loro.
La popolazione di Fadak si arrese senza combattere e implorò un trattato di pace in cambio della cessione di metà delle loro terre e ricchezze a Maometto.
Fadak divenne proprietà privata di Maometto (un Fai), poiché non furono coinvolti combattenti musulmani nella conquista di Fadak con cui dividere il bottino. Maometto distribuì la ricchezza agli orfani e la utilizzò anche per finanziare il matrimonio di giovani bisognosi.

## La Conquista di Fadak
Durante il periodo di negoziazione con gli ebrei di Khaybar, Maometto inviò Mahsia bin Masood per intimare agli ebrei di Fadak di consegnare le loro proprietà e ricchezze o di subire un attacco simile a quello di Khaybar.
Quando la popolazione di Fadak venne a sapere della sorte degli ebrei di Khaybar, fu colta dal panico. Per salvarsi la vita, implorarono un trattato di pace e, in cambio, chiesero a Maometto di prendere metà delle loro ricchezze e proprietà e di bandirli.
Dopo la resa degli ebrei di Khaybar a Maometto, e avendo perso la loro unica fonte di sostentamento, essi gli chiesero di essere riassunti per lavorare sulle loro proprietà in cambio della metà del raccolto. A Maometto sembrò molto più conveniente riassumerli, poiché gli ebrei avevano già una grande esperienza con quella terra, mentre i musulmani (i nuovi occupanti) non avevano esperienza di agricoltura e coltivazione. Quindi Maometto fece una concessione agli ebrei di Khaybar, riammettendoli sulle loro terre perdute, ma a condizione di riservarsi il diritto di bandirli in qualsiasi momento lo desiderasse. Gli ebrei non avevano altra scelta che accettare. Le stesse condizioni furono applicate agli ebrei di Fadak.
Fadak divenne proprietà privata di Maometto (un Fai), poiché non furono coinvolti combattenti musulmani nella conquista di Fadak con cui dividere il bottino. Maometto distribuì la ricchezza agli orfani e la utilizzò per finanziare il matrimonio di giovani bisognosi.
I versetti coranici sura LIX:6 e sura LIX:7 sono considerati da alcuni collegati a questo evento.